# Terri Schiavo

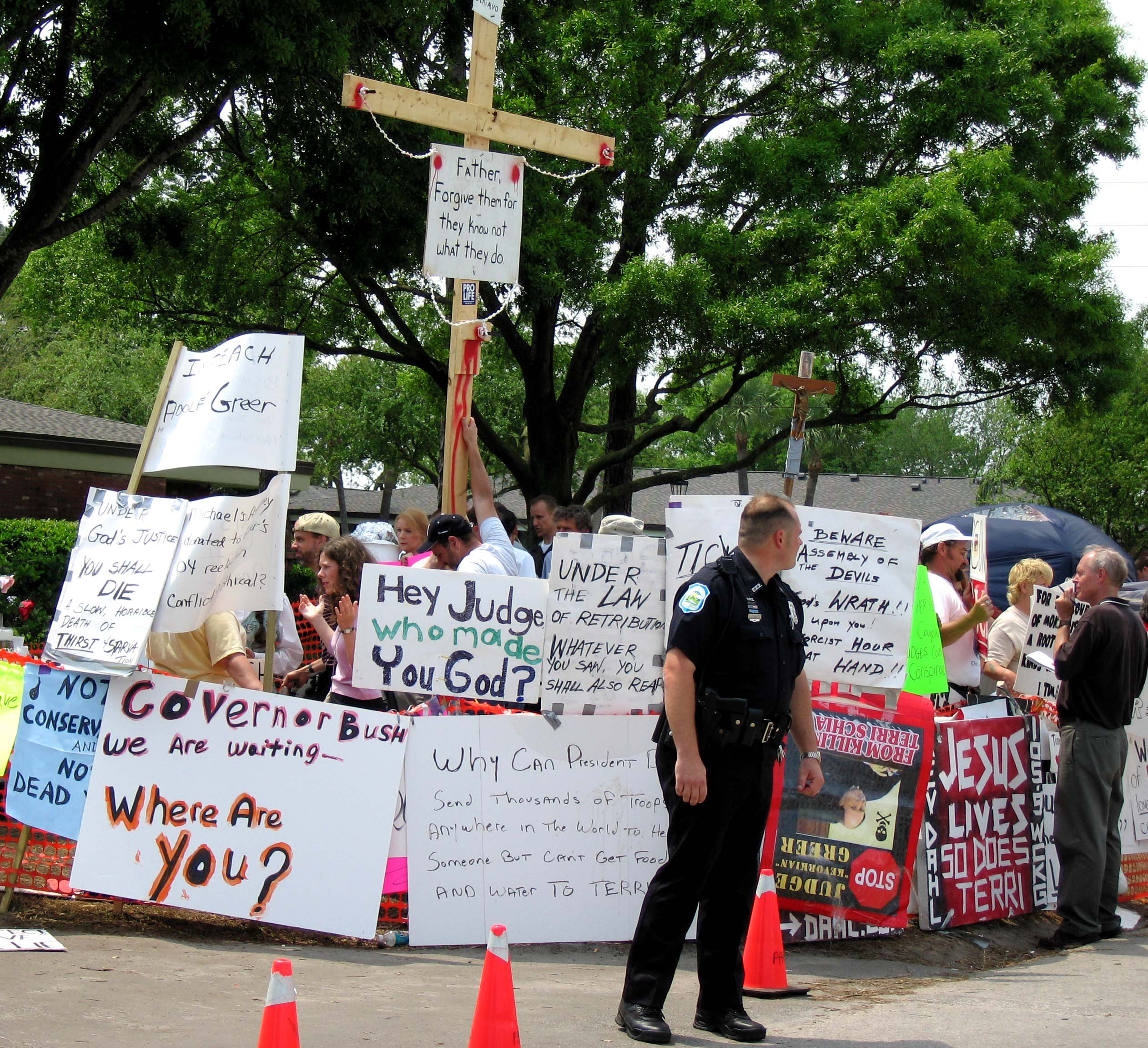
Demonstration mot domen utanför sjukhuset där Terri Schiavo vårdades.

Theresa Marie "Terri" Schiavo, född 3 december 1963 i Lower Moreland Township, Montgomery County, Pennsylvania, död 31 mars 2005 i Pinellas Park, Florida, var en kvinna från Saint Petersburg i Florida som efter att ha kollapsat i sitt hem 1990 föll ned i vad som skulle komma att bli en form av livslång koma.
Efter tio veckor konstaterade läkarna att hon aldrig skulle vakna upp igen och att hon formellt befann sig i vegetativt tillstånd. Detta tillstånd innefattar en mycket allvarlig form av skada på hjärnan men skiljer sig formellt från koma och hjärndöd. 
En amerikansk lagändring 1998 gav de närmast anhöriga möjlighet att, efter en domstols godkännande, stänga av de system som håller en PVS-patient vid liv. Terris make Michael Schiavo ansökte då om att få göra detta men hennes föräldrar, som är aktivt troende katoliker, vägrade att gå med på det. 
Ett antal rättegångar hölls och flera överklaganden genomfördes. Fallet fick enormt stort utrymme i amerikanska medierna. En av anledningarna till den stora uppståndelsen var att det på ett tydligt sätt satte religion mot vetenskap i den meningen att föräldrarna motsatte sig verkställandet motiverat av den katolska läran, som förbjuder dödshjälp, medan maken Michael Schiavo istället lutade sig på den slutsats som en klar majoritet av läkarna hade kommit fram till: att patienten inte var vid medvetande och att hon inte kunde räddas.